# 卡尤姆·穆尔塔扎耶夫
卡尤姆·穆尔塔扎耶维奇·穆尔塔扎耶夫，（俄语：Каю́м Муртаза́евич Муртаза́ев，1926年8月14日—1982年5月25日），乌兹别克族，苏联政治人物。曾任乌兹别克共青团中央第一书记、苏联共青团中央书记处书记、乌共塔什干市委第一书记、布哈拉州委第一书记等职务。

## 生平
- 1926年8月14日出生于科尼博多姆的一个工人家庭。
- 1934年-1942年，科尼博多姆纳里曼诺夫中学学习。1942年加入共青团。
- 1942年-1943年，科尼博多姆罐头厂工人；费尔干纳乌兹布洛多维奇公司工人。
- 1944年-1948年6月，费尔干纳师范学院数理系学习。1948年加入联共（布）。
- 1948年7月-12月，共青团费尔干纳市委第二书记。
- 1948年12月-1950年，共青团费尔干纳市委第一书记。
- 1950年-1951年，共青团费尔干纳州委第二书记。
- 1951年-1952年12月，共青团费尔干纳州委第一书记。
- 1952年12月，乌兹别克共青团中央人事部书记。
- 1952年12月-1958年4月，乌兹别克共青团中央第一书记。
- 1958年4月-1960年2月，苏联共青团中央书记处书记。
- 1960年2月-1965年3月，乌共塔什干市委第一书记。
- 1965年3月-1977年2月，乌共布哈拉州委第一书记。
- 1977年2月-1982年5月，乌兹别克苏维埃社会主义共和国劳动和社会保障委员会主席。
- 1982年5月25日于塔什干逝世，享年55岁。

穆尔塔扎耶夫是苏共19-20，22-25大代表；第4、6-9届苏联最高苏维埃联盟院代表，第5届苏联最高苏维埃民族院代表；第9届乌兹别克苏维埃社会主义共和国最高苏维埃代表。

## 荣誉
- 列宁勋章（1957）
- 十月革命勋章
- 两次劳动红旗勋章
- 乌兹别克苏维埃社会主义共和国荣誉文化工作者称号